# Charlotte Fernandes
Pour les articles homonymes, voir Fernandes.
Charlotte Fernandes est une footballeuse française née le 4 février 1993 à Longjumeau. Elle évolue au poste de défenseure au FC Fleury 91. Elle a passé 3 saisons au Pôle France de Clairefontaine. Elle a inscrit son premier but en D1 féminine à l'âge de 15 ans et 8 mois contre Yzeure.

## Biographie
Elle a commencé sa carrière en poussins à Sainte-Geneviève-des-Bois, club où son père Jean-Claude Fernandes (ex pro du PSG, AS Nancy-Lorraine et de La Berrichonne de Châteauroux) est actuellement le directeur sportif après en avoir été joueur puis l'entraîneur pendant de nombreuses années. Charlotte a ensuite rejoint le club de Linas-Montlhéry ou elle évoluait en -13 DH (division dans laquelle elle a été sacrée championne de Paris). Elle signe ensuite dans son premier club exclusivement féminin : FCF Juvisy Essonne.

## En club
- Charlotte a disputé 25 matchs de D1 pour 5 buts inscrits.
- Charlotte Fernandes participe à la Ligue des champions 2010-2011 avec le club de Juvisy[4].

## Palmarès
- Vice championne de France de première division : 
  - 2012

- Challenge National Féminin U19 :
  - Finaliste : 2012